# يوتيوب (قناة يوتيوب)
يوتيوب (بالإنجليزية: YouTube) (سابقاً يوتيوب سبوتلايت (بالإنجليزية: YouTube Spotlight)) هي القناة الرسمية لمنصة مشاركة الفيديو الأمريكية يوتيوب، حيث تسلط الضوء على الفيديوهات والأحداث على المنصة. تشمل الأحداث التي تُعرض على القناة أسبوع يوتيوب للكوميديا (بالإنجليزية: YouTube Comedy Week) وجوائز يوتيوب للموسيقى (بالإنجليزية: YouTube Music Awards). بالإضافة إلى ذلك، قامت القناة بتحميل سلسلة سنوية من يوتيوب ريوايند بين عامي 2010 و2019. لفترتين قصيرتين من 36 و11 يومًا في أواخر عام 2013، كانت هذه القناة تحتل المرتبة الأولى كالأكثر اشتراكًا على المنصة. اعتبارًا من مارس 2024، بلغ عدد مشتركي القناة 41.7 مليون مشترك ووصل مجموع مشاهداتها إلى 3.05 مليار مشاهدة.

## التاريخ
في 2 نوفمبر 2013، تجاوزت قناة يوتيوب لفترة وجيزة قناة بيو دي باي لتصبح القناة الأكثر اشتراكًا على الموقع. وصلت القناة إلى الصدارة من خلال اقتراح نفسها تلقائيًا واختيارها كخيار اشتراك افتراضي عند تسجيل المستخدمين الجدد على يوتيوب. خلال شهر ديسمبر 2013، تنافست القناة مع قناة بيو دي باي على المركز الأول، لكن بيو دي باي استعاد الصدارة في 23 ديسمبر 2013.

## الفيديوهات

### يوتيوب ريوايند
بين عامي 2010 و2019، أصدرت يوتيوب فيديو سنويًا بعنوان يوتيوب ريوايند عبر قناتها "سبوتلايت". تجاوزت جميع مقاطع YouTubeيوتيوب ريوايند من 2012 إلى 2018 حاجز الـ100 مليون مشاهدة، بينما تجاوز فيديو "YouTube Rewind: The Ultimate 2016 Challenge" حاجز 200 مليون مشاهدة. يُعتبر هذا الفيديو أسرع فيديو على منصة يوتيوب يصل إلى 100 مليون مشاهدة، حيث حقق هذا الإنجاز في 3.2 أيام فقط. كما أنه ثامن أكثر فيديو غير موسيقي حاز على إعجابات على الإطلاق بأكثر من 3.40 مليون إعجاب. في 14 ديسمبر 2016، وبعد وقت قصير من إصدار The Ultimate 2016 Challenge، تجاوزت قناة سبوتلايت حاجز المليار مشاهدة إجمالياً.
في 12 ديسمبر 2018، وبعد حوالي 6 أيام و10 ساعات من التحميل، أصبح فيديو YouTube Rewind 2018: Everyone Controls Rewind الفيديو الأكثر حصولًا على عدم الإعجاب في تاريخ يوتيوب، متجاوزًا فيديو بيبي لجاستن بيبر. كما أصبح هذا الفيديو الأول الذي يتجاوز حاجز 10 ملايين عدم إعجاب في 6 أيام و12 ساعة. حصل فيديو Everyone Controls Rewind حالياً على 20 مليون عدم إعجاب. كما لاقى فيديو YouTube Rewind 2019: For the Record أيضًا نسبة إعجاب إلى عدم إعجاب سلبية بشكل ملحوظ، حيث جمع 3.9 مليون عدم إعجاب في أقل من 24 ساعة من إصداره في 5 ديسمبر 2019، ويُعد الآن ثالث أكثر فيديو حصدًا لعدم الإعجاب على يوتيوب بأكثر من 9.6 مليون عدم إعجاب.

### يوتيوب نيشن
في يناير 2014، تم إطلاق برنامج YouTube Nation أو "أمّة اليوتيوب" على قناته كجزء من مشروع مشترك بين يوتيوب ودريم ووركس أنيميشن. أشرفت الأخيرة على الإنتاج بينما تولت يوتيوب المبيعات والتسويق للسلسلة. تعتبر السلسلة بمثابة برنامج إخباري يجمع المعلومات من قناة سبوتلايت، حيث يقوم يوتيوب أيضًا بالترويج للسلسلة من خلال قناته سبوتلايت. في بدايات البرنامج، استخدم مقدمي ضيوف مثل غريس هيلبيغ، وهانا هارت، ومامري هارت (لا تربطهما صلة قرابة) للمساعدة في توسيع انتشار السلسلة وجذب جمهورها.
ونتيجة للترويج المستمر على قناة سبوتلايت (المعروفة الآن باسم يوتيوب فقط)، تمكنت سلسلة YouTube Nation من الوصول إلى مليون مشترك في غضون ثلاثة أشهر من إطلاقها. تم ترشيح البرنامج لجائزة ستريمي السنوية الرابعة ضمن فئة أفضل برنامج إخباري وأحداث جارية، لكنه خسر أمام قناة SourceFed. بعد عرض 350 حلقة، عُرضت الحلقة الأخيرة من السلسلة في 5 ديسمبر 2014.

### مرحباً 2021
في 10 ديسمبر 2020، أعلنت يوتيوب أن شركة فريمانتل ستنتج سلسلة بعنوان مرحباً 2021 (بالإنجليزية: Hello 2021)، وهي سلسلة من خمس حفلات خاصة للعد التنازلي لرأس السنة الجديدة، يتم تخصيصها بحسب المناطق للاحتفال بأبرز الفيديوهات خلال العام، وتقديم عروض وظهور ضيوف مميزين. كما كانت هناك عروض منفصلة مخصصة لليابان، وكوريا الجنوبية، والهند، والمملكة المتحدة، والأمريكتين.

### وصول مشاهدات ماينكرافت إلى تريليون مشاهدة على يوتيوب
في ديسمبر 2021، تم نشر فيديو بعنوان "One Trillion Minecraft Views on YouTube and Counting" (بالعربية: وصول مشاهدات ماينكرافت إلى تريليون مشاهدة على يوتيوب) للاحتفال بوصول مشاهدات الفيديوهات المتعلقة بلعبة ماينكرافت إلى تريليون مشاهدة. تضمن الفيديو عدة منشئي محتوى مختصين بماينكرافت، وتم تقديمه كرسوم متحركة ثلاثية الأبعاد مستوحاة من اللعبة.

## الفعاليات

### الفعاليات ذات المواضيع المحددة
في مايو 2013، استُخدمت قناة سبوتلايت لبث فعالية "أسبوع الكوميديا" (بالإنجليزية: Comedy Week)، التي أُنتجت بواسطة شبكة قنوات "تشانلفليب". خلال هذه الفعالية، استخدمت يوتيوب صفحتها الرئيسية لتسليط الضوء على فيديوهات كوميدية تم إنتاجها خصيصًا لهذه المناسبة. حصل فيديو افتتاح الفعالية، الذي استمر لمدة ساعتين، على 1.06 مليون مشاهدة بحلول سبتمبر 2014. وقد تلقت الفعالية آراء متباينة من النقاد، حيث تم التركيز على مزج الشخصيات الإعلامية الجديدة والتقليدية، بالإضافة إلى بعض الصعوبات التقنية التي واجهتها الفعالية. كانت هذه الفعالية الأولى من نوعها التي يتم بثها بواسطة يوتيوب، ورغم الترويج لها كأول حدث سنوي لأسبوع الكوميديا، لم يتم الإعلان عن تنظيم فعالية أخرى مشابهة.
في 4 أغسطس 2013، أطلقت يوتيوب فعالية "أسبوع المهووسين" (بالإنجليزية: Geek Week)، وافتتحها فريدي وونغ في الولايات المتحدة وتومسكا في المملكة المتحدة. تضمن الأسبوع أيامًا بمواضيع مخصصة، مثل "الأحد الكبير"، و"الاثنين لعشاق الثقافة العالمية"، و"ثلاثاء العباقرة"، و"الأربعاء الخارق"، و"خميس الألعاب"، و"جمعة المشجعين". وتم إطلاق الفعالية بالتعاون مع شركة نرديست في الولايات المتحدة وتشانلفليب في المملكة المتحدة.

### جوائز يوتيوب للموسيقى
في نوفمبر 2013، أطلقت يوتيوب أول حفل توزيع جوائز يوتيوب للموسيقى (بالإنجليزية: YT Music Awards). وقد تم الإعلان عن الترشيحات في الشهر الذي قبله، وكان الهدف من الحفل هو جذب الانتباه من خلال صيغة التصويت عبر وسائل التواصل الاجتماعي. تم بث الحدث على قناة Spotlight، وحقق أكثر من 4.5 مليون مشاهدة بحلول سبتمبر 2014. وقد كانت الصعوبات التقنية ووفرة الترشيحات للفنانين السائدين بدلاً من الفنانين الذين يظهرون على يوتيوب في قلب ردود الفعل النقدية المختلطة بشكل عام.